# Selinum carvifolia
Selinum carvifolia là một loài thực vật có hoa trong họ Hoa tán. Loài này được (L.) L. miêu tả khoa học đầu tiên năm 1762.

## Hình ảnh

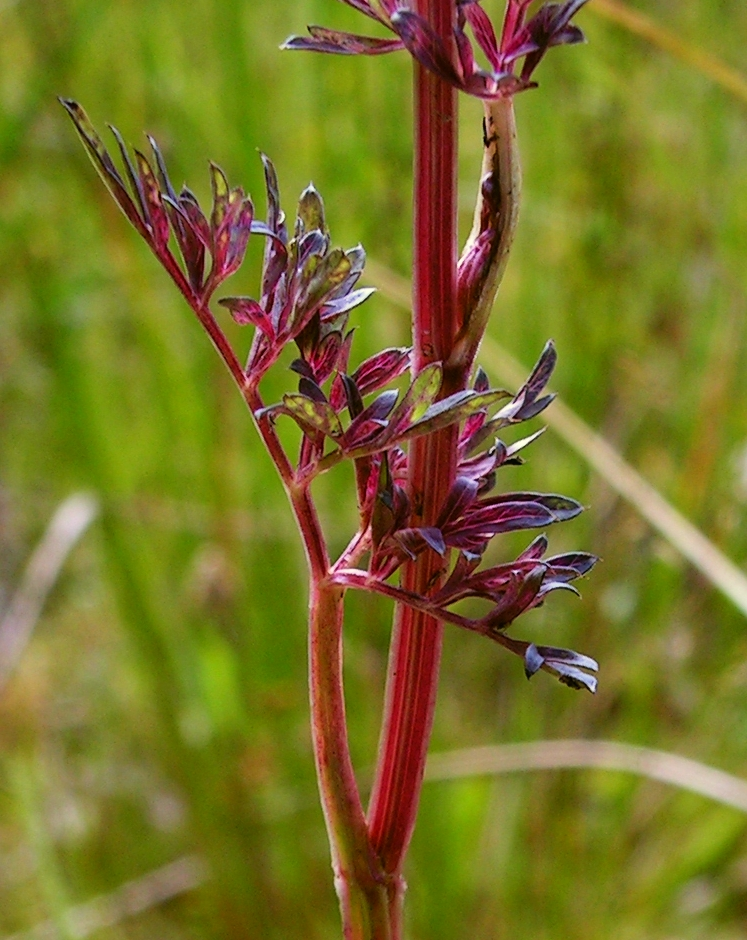
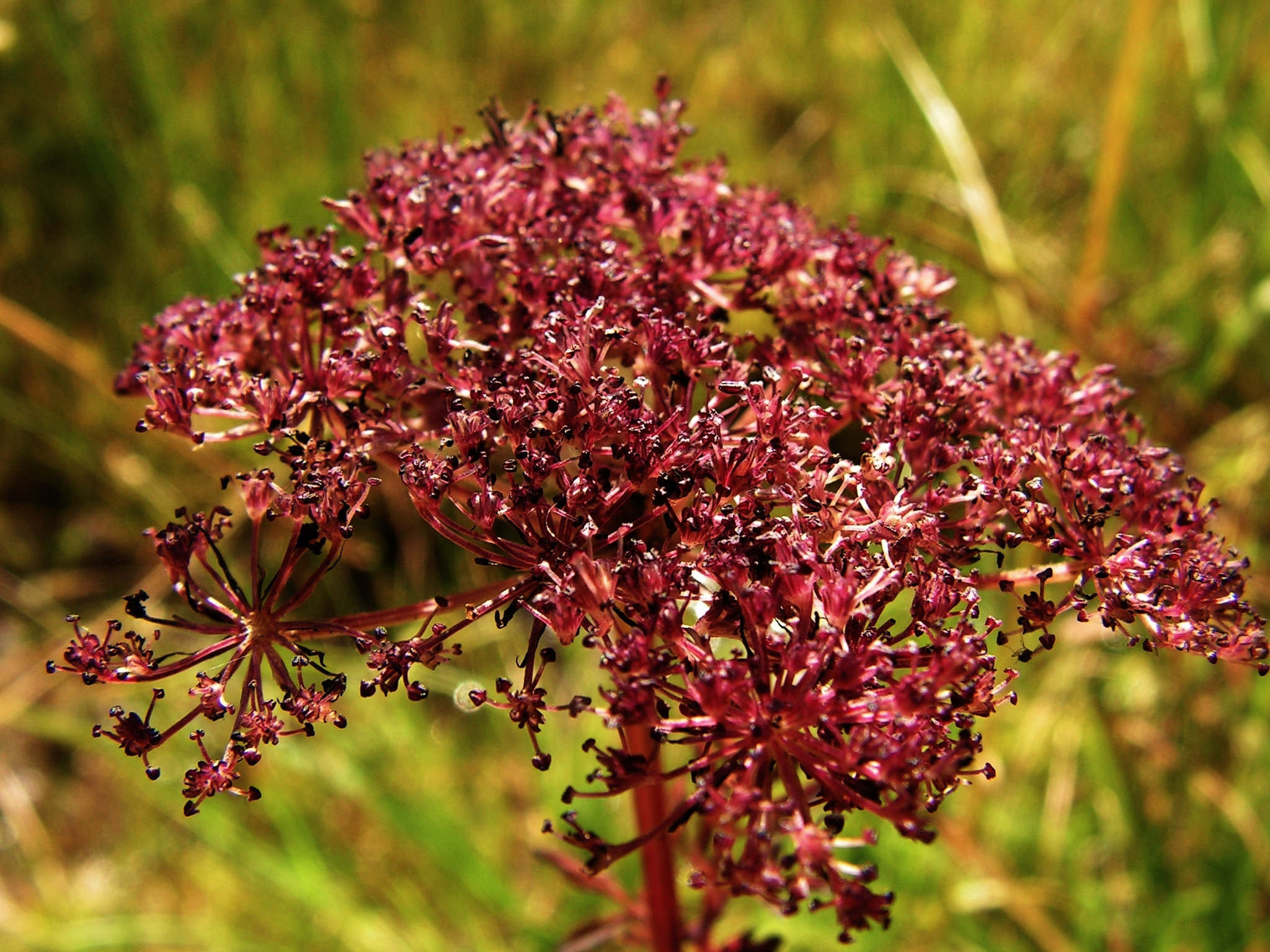
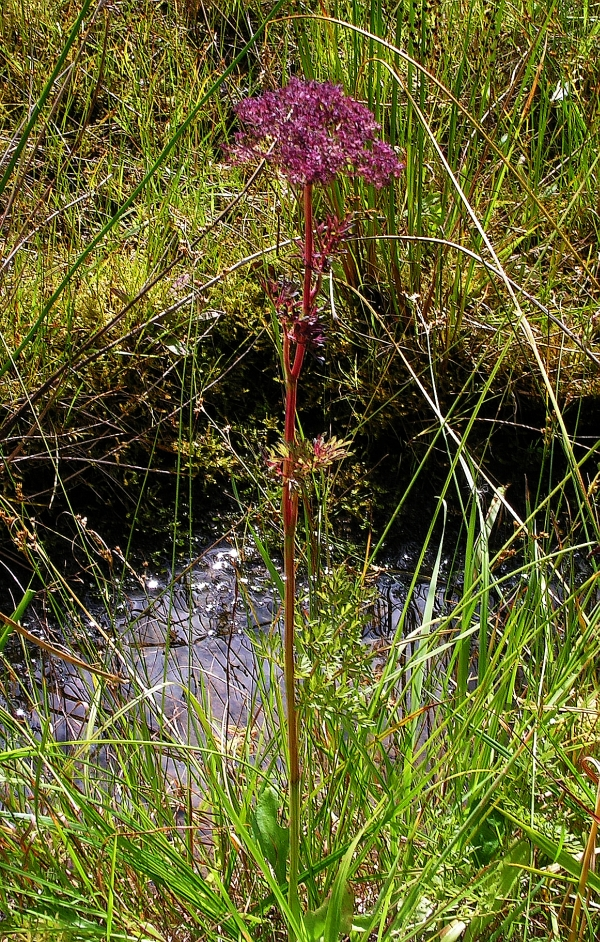
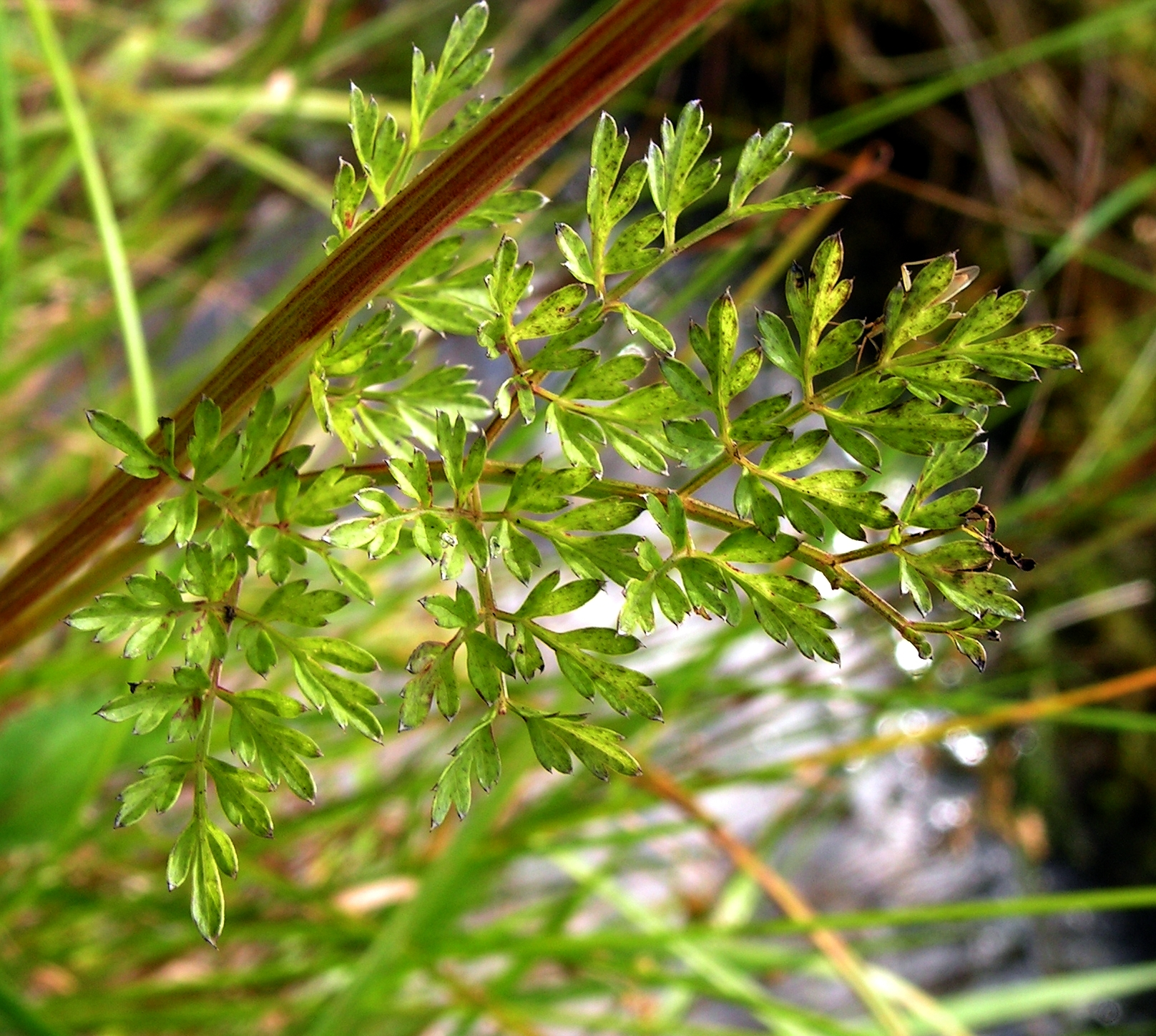